# Alan Archibald
Alan Maxwell Archibald (Glasgow, 13 dicembre 1977) è un allenatore di calcio ed ex calciatore scozzese, di ruolo difensore.

## Palmarès

### Giocatore

#### Competizioni nazionali
- Scottish Second Division: 1

Patrick Thistle: 2000-2001
- Scottish First Division: 1

Patrick Thistle: 2001-2002

### Allenatore

#### Competizioni nazionali
- Scottish First Division: 1

Patrick Thistle: 2012-2013